# Bertil Gejrot
Claes Bertil Gejrot, född den  30 september 1927 i Karlskoga församling, Örebro län, död den 7 juli 2012 i Stockholm, var en svensk skolman. Han var dotterson till prosten Hans Birger Hammar den yngre, son till direktör Claes Gejrot och far till latinisten Claes Gejrot. 
Gejrot avlade studentexamen i Örebro 1945, filosofie kandidatexamen i Uppsala 1949, filosofisk ämbetsexamen 1950 och filosofie licentiatexamen 1959. Han blev adjunkt vid Vasa realskola i Stockholm 1956, vid Lundellska läroverket i Uppsala 1957, vid högre allmänna läroverket i Sala 1960, vid Södra latin i Stockholm 1960, vid högre allmänna läroverket i Sundsvall 1961 och lektor vid folkskoleseminariet i Karlstad 1962. Gejrot var 1:e kurator vid Södermanlands-Nerikes nation i Uppsala 1953.